# おじゃす
おじゃす（2004年5月14日 - ）は、日本のインフルエンサー（TikToker）、タレント。大阪府 高槻市出身。TWIN PLANET所属。

## 概要
カナダと日本とのハーフで、芸名の由来は本名が「ジャスミン」であることから。「教育番組に出てきそう」をコンセプトにしているが、TikTokで本来ならば削除するはずの動画を間違えてアップロードし、その動画でバリバリの関西弁で喋っていたことから、そのギャップがティーンの間で注目されるようになった。
日本テレビ「超無敵クラス」でレギュラー出演をしている。2022年11月29日放送の「踊る!さんま御殿!!」ではピンク髪のウィッグを外したことで「踊るヒット賞」を獲得した。
NHK「阿佐ヶ谷アパートメント」ではインフルエンサーとして複数回出演した。
TBSテレビ「オオカミ少年・ハマダ歌謡祭」ではルーキーチーム常連解答者として歌謡曲を中心に歌いこなし、アシスタントである日比麻音子（TBSアナウンサー）とも当番組の共演がきっかけで交友関係がある。また当番組が縁で日曜劇場「さよならマエストロ〜父と私のアパッシオナート〜」に出演した。

## 出演

### テレビドラマ
- 筋トレサラリーマン 中山筋太郎〜メリークリスマッスル編〜（2024年12月19日、読売テレビ・日本テレビ） - 美憂 役[6]